# François-Théodore de Nesmond
Pour les articles homonymes, voir De Nesmond.
François-Théodore de Nesmond, né en 1598  et mort le 25 novembre 1664 à Paris est président à mortier du Parlement de Paris, surintendant de la maison du prince de Condé, membre du conseil privé du roi.

## Biographie
François-Théodore de Nesmond est le fils d'André de Nesmond (1553-1611), premier président du Parlement de Bordeaux et conseiller d'Henri IV. Son frère cadet, Henri sera à son tour président à mortier du parlement de Bordeaux. François Théodore est lui-même, dans un premier temps, conseiller au Parlement de Bordeaux.
Il se marie en 1624 avec Anne de Lamoignon, fille de Guillaume de Lamoignon, président à mortier du Parlement de Paris.
Après son mariage il devient maître des requêtes en 1625. En 1631 il entre au service de la maison de Condé comme surintendant et chef du conseil du prince. Il est l'homme de confiance d'Henri II de Bourbon-Condé qui le choisit comme exécuteur testamentaire. À la mort de son beau-père en 1636 il lui succède comme président à Mortier du Parlement de Paris. Il est également, la même année, intendant de l’armée de Franche-Comté. Lors de La Fronde il joue un rôle modérateur.
François-Théodore de Nesmond est membre de la commission qui juge Nicolas Fouquet. Pendant le cours du procès il eut un érésipèle, dont il meurt le 29 novembre 1664.
Son fils, François de Nesmond (1629-1715) sera évêque de Bayeux pendant plus de cinquante trois ans. Son autre fils, Guillaume, entre au Parlement de Paris en 1649 comme conseiller, puis maître des requêtes 1659 et lui succède, en 1664, en qualité de président à mortier.
En 1643, François-Théodore de Nesmond fait entièrement réaménager, et partiellement reconstruire l’hôtel qui porte son nom (sa belle-fille le fait graver sous le fronton du portail).